# San Francisco, Agusan del Sur
San Francisco là đô thị hạng 2 ở tỉnh Agusan del Sur, Philippines. Theo điều tra dân số năm 2015, đô thị này có dân số 74.542 người trong.

## Các khu phố (barangay)
San Francisco được chia thành 27 khu phố (barangay).
| - Alegria - Bayugan - Borbon - Caimpugan - Ebro - Hubang - Lapinigan - Lucac - Mate - New Visayas - Pasta - Pisa-an - Barangay 1 (Pob.) - Barangay 2 (Pob.) | - Barangay 3 (Pob.) - Barangay 4 (Pob.) - Barangay 5 (Pob.) - Rizal - San Isidro - Santa Ana - Tagapua - Bitan-agan - Buenasuerte - Das-agan - Karaus - Ladgadan - Ormaca |